# 赵君 (演员)
赵君（1963年2月—），原名赵军，男，山东济南人，中国影视演员，北京电影制片厂演员，第16届、第23届中国电影金鸡奖最佳男配角。